# Baby-doll

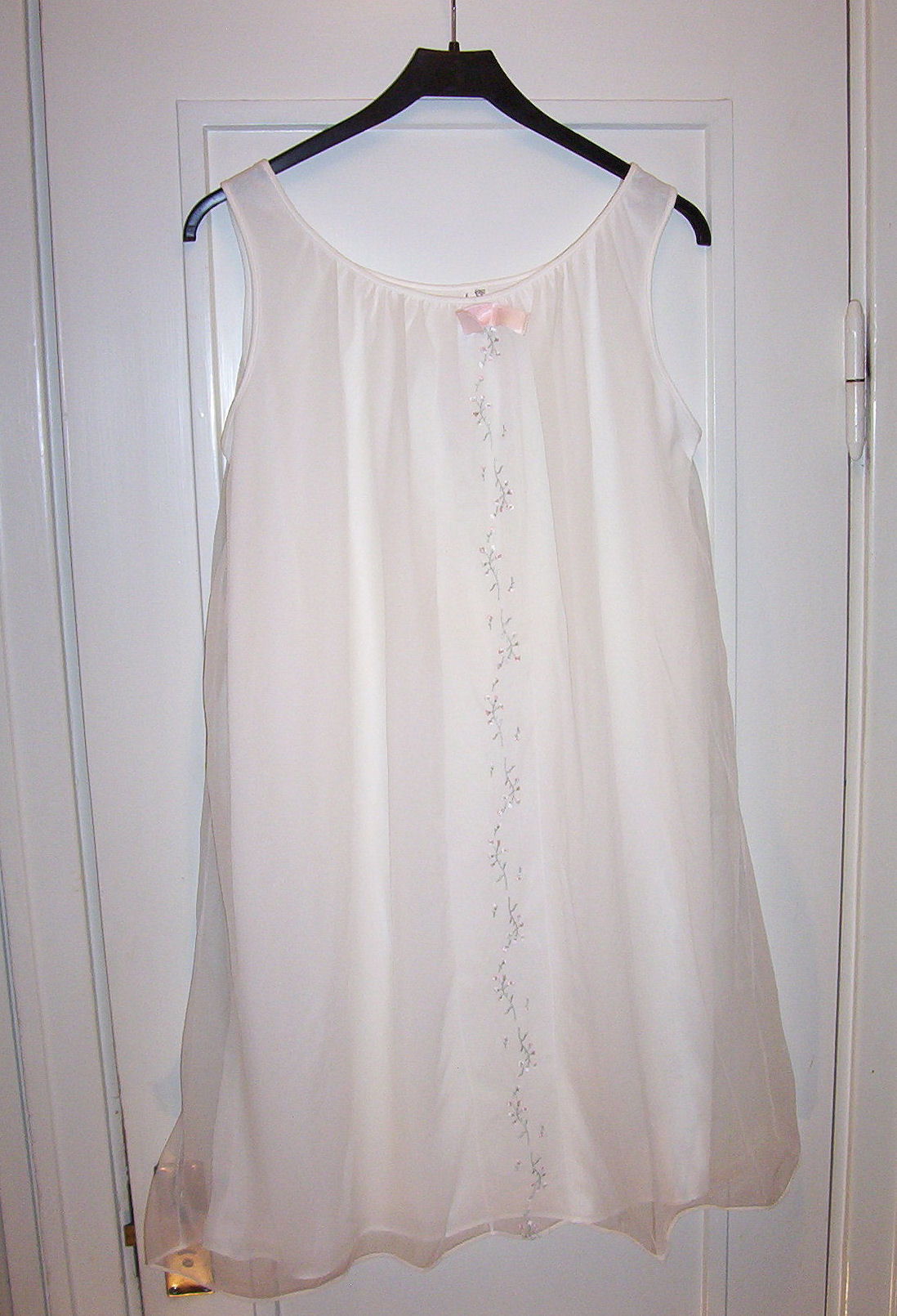
Un baby-doll vintage

Il baby-doll è un indumento femminile da notte, costituito da una specie di camiciola molto corta, spesso con slip coordinati e usata per dormire al posto del pigiama. Può essere fatta di vari materiali (seta, fibre sintetiche, tessuti trasparenti), e arricchita da frange o ornamenti lungo i bordi.

## Descrizione
Nato per essere un sostituto del pigiama, è considerato parte della lingerie ed usato principalmente come mezzo di seduzione, nonché come abbigliamento sexy. Infatti un baby-doll ben fatto mette in evidenza le gambe, i glutei ed il seno, ed è usualmente corto abbastanza da lasciare quasi interamente scoperte le gambe.

## Etimologia
Il nome "doll" è il termine inglese per la parola "bambola" ma è anche il diminutivo di "Dorothy", il nome del personaggio interpretato da Carroll Baker, che lo indossava, sensualmente, nel film del 1956 Baby Doll - La bambola viva del regista Elia Kazan, pellicola che ha lanciato l'uso del baby-doll come arma di seduzione. Risulta chiaro che, colei che lo usa quindi come arma di seduzione è, per il proprio partner, una "piccola bambola", appunto una "Baby-Doll".
Secondo un'altra versione, baby-doll non è assolutamente la trasformazione vezzeggiativa di “Dorothy”, ma è più credibilmente la definizione di un capo di abbigliamento che trae il suo nome dalla fattura semplice che ricordava il vestitino delle bambole che poi a sua volta era una semplificazione del vestitino delle bambine, fatto cioè a campana con bretelline o meno e corto sulle ginocchia. Bambola si traduce con "doll",  bambina con "baby" ed infine il verbo agghindare si traduce con "to doll up" e, conseguentemente, se vogliamo escludere la bambola, si finisce inevitabilmente in "agghindata a bambina".